# Todo por Ustedes
Todo Por Ustedes é o primeiro DVD e CD ao vivo da carreira do cantor e compositor espanhol David Bisbal. Foi lançado no dia 29 de março de 2005. O DVD foi gravado na Plaza de Las Ventas de Madrid e em Palau Sant Jordi de Barcelona.

## Faixas
Disco 1
1. Intro Concierto Bisbal Bulería [DVD][Live]
2. Angel de la Noche [DVD][Live]
3. Fuiste Mia [DVD][Live]
4. Camina y Ven [DVD][Live]
5. Se Acaba [DVD][Live]
6. Corazón Latino [DVD][Live]
7. Permítame Señora [DVD][Live]
8. Quiero Perderme en Tu Cuerpo [DVD][Live]
9. Ave María [DVD][Live]
10. Previo "Como Será" [DVD][Live]
11. Como Será [DVD][Live]
12. Desnúdate Mujer [DVD][Live]
13. Cómo Olvidar [DVD][Live]
14. Dígale [DVD][Live]
15. Esta Ausencia [DVD][Live]
16. Lloraré las Penas [DVD][Live]
17. Me Derrumbo [DVD][Live]
18. Bulería [DVD][Live]
19. Todo Por Ustedes [DVD][Live]
20. Amores del Sur [DVD][Live]
21. Oye el Boom [DVD][Live]
22. Making of de la "Gira Bulería" [DVD]
23. Opción Multiángulo [DVD]

Disco 2
1. Documental "Bulería" en España [DVD]
2. David Bisbal en América [DVD]
3. Premios [DVD]
4. Entrevista [DVD]
5. Extras [DVD]
6. [DVD ROM]

Disco 3
1. Camina y Ven [Live] - 4:32
2. Corazón Latino [Live] - 4:00
3. Quiero Perderme en Tu Cuerpo [Live] - 4:21
4. Esta Ausencia [Live] - 5:17
5. Ave María [Live] - 6:12
6. Desnúdate Mujer [Live] - 4:51
7. Dígale [Live] - 5:29
8. Lloraré las Penas [Live] - 4:51
9. Me Derrumbo [Live] - 4:17
10. Bulería [Live] - 4:18
11. Todo Por Ustedes [Live] - 6:30
12. Oye el Boom [Live] - 4:59
13. Dame el Amor - 3:39
14. Apiádate de Mi - 4:42

## Certificações & Paradas Musicais

### Certificações
| País               | Certificação | Vendas   |
| ------------------ | ------------ | -------- |
| Espanha PROMUSICAE | 3× Platina   | 180.000+ |
| Espanha PROMUSICAE | Ouro         | 75.000+  |

### Paradas Musicais
| Tabela musical (inserir ano)                | Melhor posição |
| ------------------------------------------- | -------------- |
| Estados Unidos (Billboard Top Latin Albums) | 64             |
| Estados Unidos (Billboard Latin Pop Albums) | 17             |